# Jean Soanen
Jean Soanen (* 6. Januar 1647 in Rom; † 25. Dezember 1740 in La Chaise-Dieu, Haute-Loire) war ein Bischof der katholischen Kirche.
Nach Studien bei den Oratorianern mit Pasquier Quesnel wurde er 1695 Bischof von Senez. Er wurde nach der päpstlichen Bulle Unigenitus Dei filius aus dem Jahr 1713 eine führende Persönlichkeit der Bewegung der Jansenisten. Soanen wurde nach der Provinzialsynode in Embrun im Jahr 1727 ins Kloster La Chaise-Dieu verbannt.
| Personendaten    | Personendaten                    |
| ---------------- | -------------------------------- |
| NAME             | Soanen, Jean                     |
| KURZBESCHREIBUNG | französischer Bischof, Jansenist |
| GEBURTSDATUM     | 6. Januar 1647                   |
| GEBURTSORT       | Rom                              |
| STERBEDATUM      | 25. Dezember 1740                |
| STERBEORT        | La Chaise-Dieu                   |